# Egipto en los Juegos Olímpicos de Ámsterdam 1928
Egipto estuvo representado en los Juegos Olímpicos de Ámsterdam 1928 por un total de 32 deportistas masculinos que compitieron en 5 deportes.

## Medallistas
El equipo olímpico egipcio obtuvo las siguientes medallas:
| Nombre          | Deporte            | Competición       |
| --------------- | ------------------ | ----------------- |
| Oro             |                    |                   |
| El-Sayed Noseir | Halterofilia       | 82,5 kg M         |
| Ibrahim Mustafa | Lucha grecorromana | 82,5 kg M         |
| Plata           |                    |                   |
| Farid Simaika   | Saltos             | Plataforma 10 m M |
| Bronce          |                    |                   |
| Farid Simaika   | Saltos             | Trampolín 3 m M   |